# Andriej Korf
Andriej Nikołajewicz Korf (ros. Андрей Николаевич Корф; ur. 10 lipca?/22 lipca 1831, zm. 24 stycznia?/5 lutego 1893 w Chabarowce) – baron, rosyjski generał kawalerii, pierwszy generał-gubernator przyamurski.

## Życiorys
Potomek inflanckiego rodu Korfów wychowywał się w Korpusie Paziów, zaczynając służbę 26 maja 1849 w stopniu chorążego. Przez kolejne lata awansował w wojskowej hierarchii; od 6 grudnia 1852 r. podporucznik, od 30 sierpnia 1855 r. sztabskapitan, od 30 sierpnia 1857 kapitan. Brał udział w wojnie kaukaskiej. Za rany tam odniesione w bitwie pod Biedieno został odznaczony orderem św. Jerzego IV stopnia. W 1867 r. został podniesiony do rangi generała-majora, zaś w 1878 do rangi generała lejtnanta. 30 sierpnia 1869 r. został mianowany dowódcą Litewskiego Pułku Lejbgwardii, jednocześnie dowodząc jego 1. brygadą 3 Gwardyjskiej Dywizji Piechoty. W kolejnych latach generał Korf dowodził 34 Dywizją Piechoty, 13 Dywizją Piechoty, by 14 lipca 1884 r. otrzymać nominację na generał-gubernatora przyamurskiego. Na okres jego działalności przypada gwałtowny wzrost ludności generał-gubernatorstwa, postęp procesu kolonizacji Kraju Ussuryjskiego, rozwój szkolnictwa i działalności misyjnej wśród narodów Dalekiego Wschodu, początek eksploatacji złóż węgla na Sachalinie, ukrócenie rabunkowej gospodarki połowowej na Wyspach Komandorskich, a także nawiązanie kontaktów morskich z Chinami, Japonią i Koreą. Brutalność gen. Korfa wobec zesłanych więźniów politycznych doprowadziła do tragedii karijskiej w 1889 r.
Baron Korf zmarł nagle w stolicy generał-gubernatorstwa – Chabarowce 24 stycznia 1893 r. Jego grób znajdujący się w Soborze Zaśnięcia Matki Bożej został zniszczony w latach radzieckich.

## Odznaczenia
- Order Świętego Jerzego IV stopnia (1859)
- Order Świętego Włodzimierza IV stopnia (1861)
- Order Świętego Stanisława II stopnia (1861)
- Order Świętej Anny II stopnia (1866)
- Order Świętego Włodzimierza III stopnia (1867)
- Order Świętego Stanisława I stopnia (1869)
- Order Świętej Anny I stopnia (1871)
- Order Świętego Włodzimierza II stopnia (1883)
- Order Orła Białego
- Order Świętego Aleksandra Newskiego (1889)